# 基廷五人

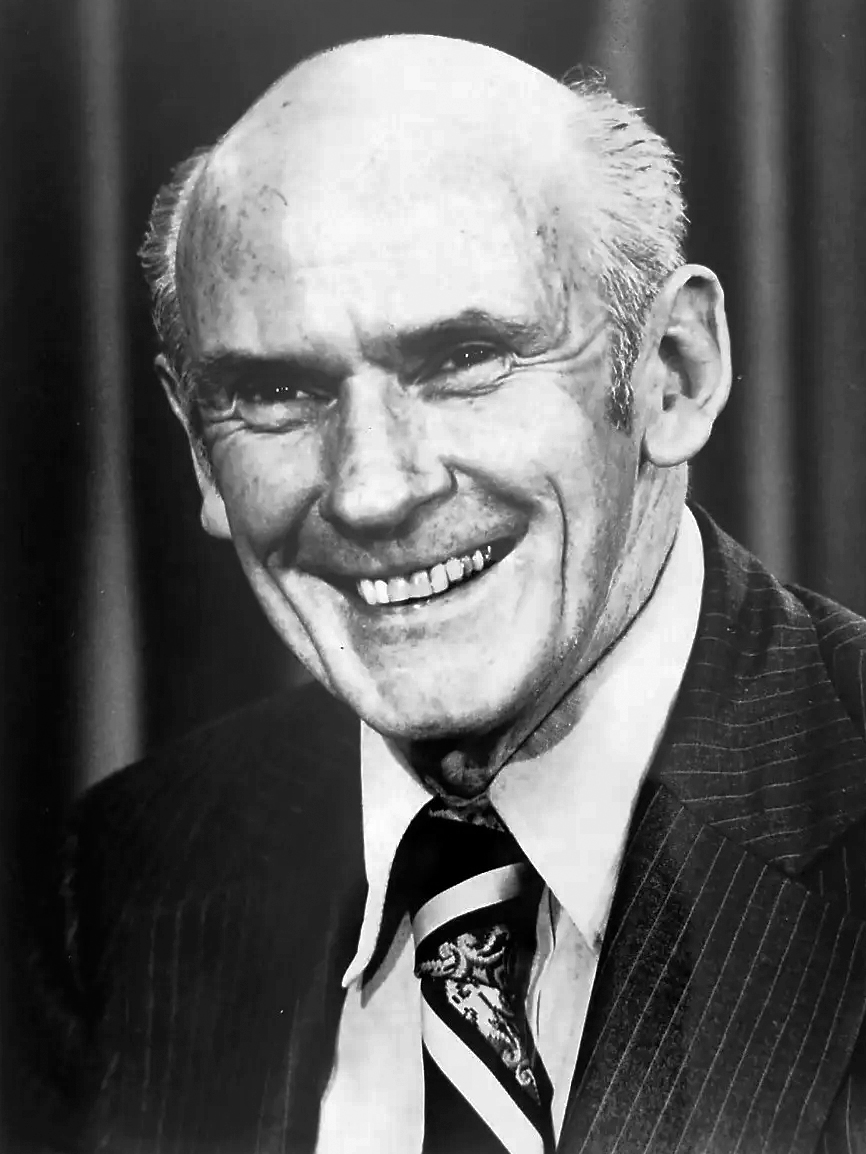
阿兰·克兰斯顿
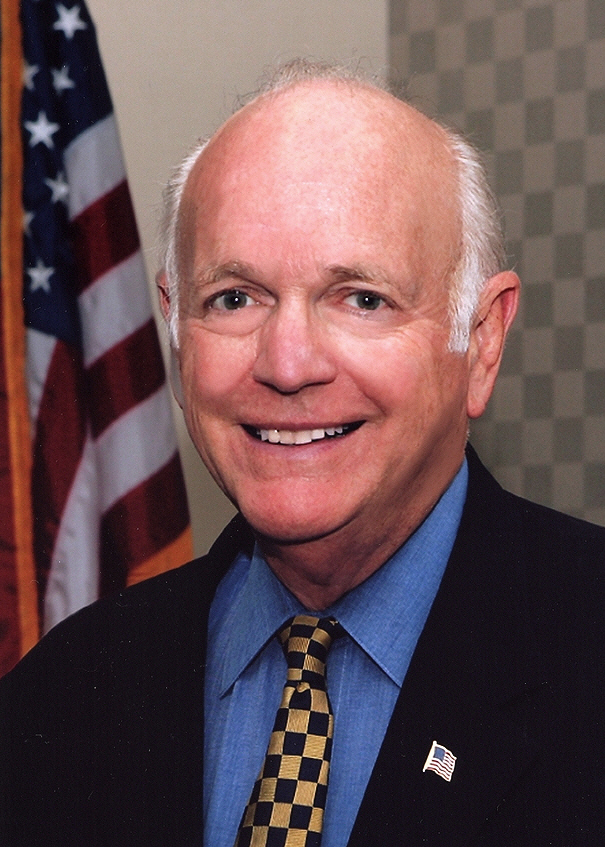
丹尼斯·德孔西尼
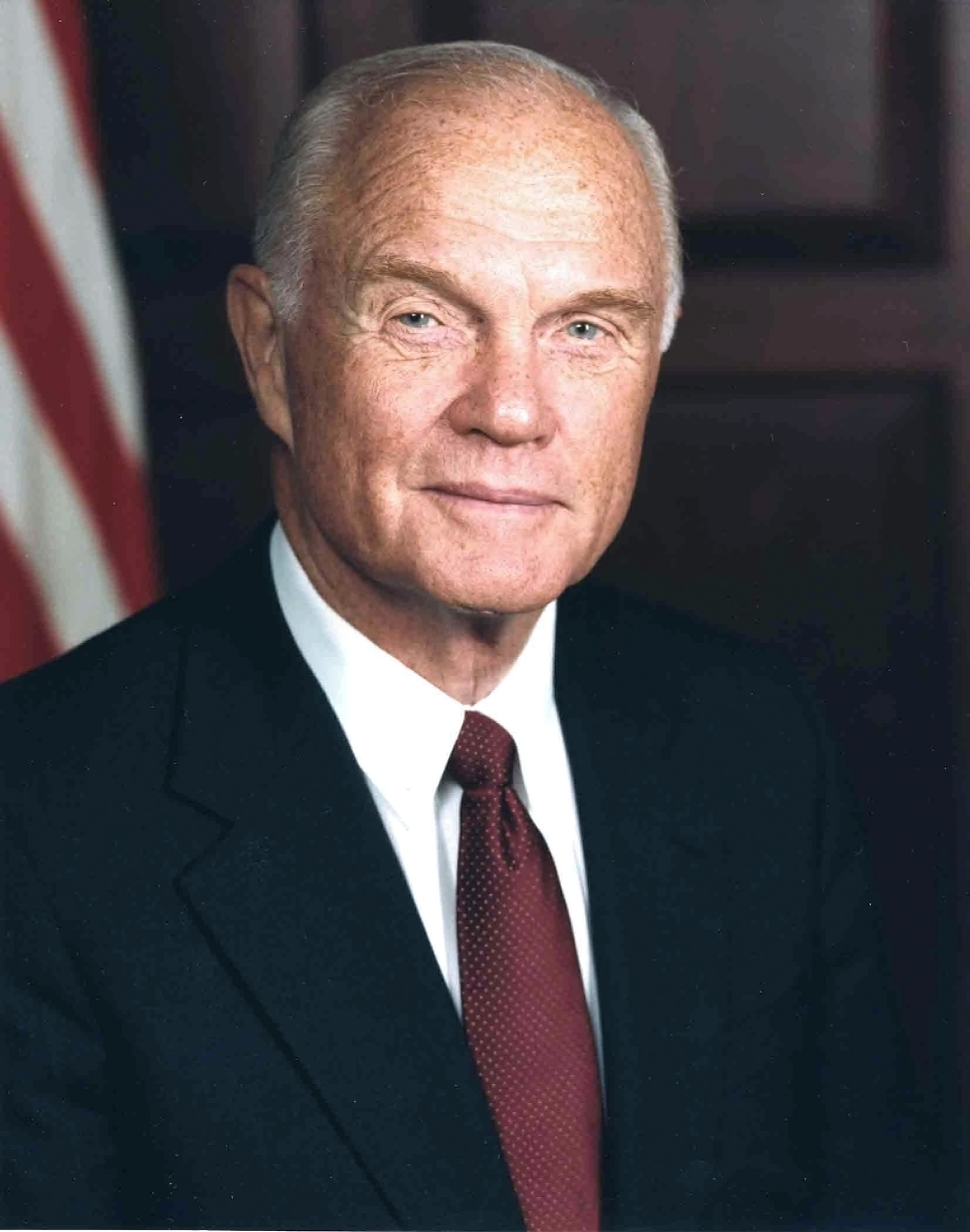
约翰·格伦
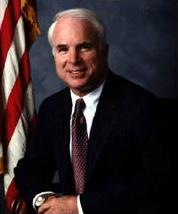
约翰·麦凯恩
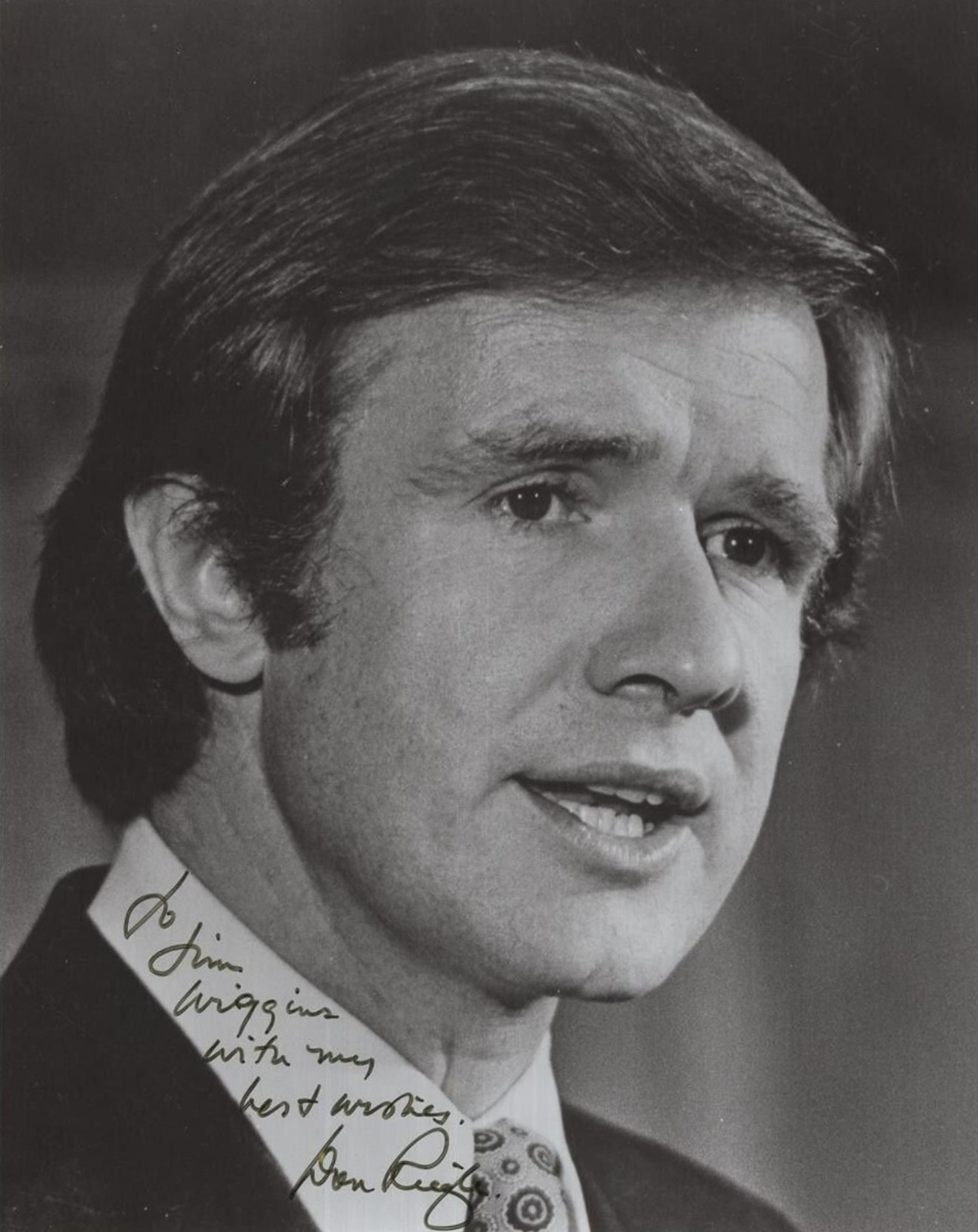
唐纳德·W·里格尔

基廷五人（英語：Keating Five）是指1989年五位被控腐败的美国联邦参议员，由此引发了一场美国国会政治丑闻，也是1980年代末、1990年代初美国储贷危机的一部分。这五位参议员分别为加利福尼亞州民主党参议员阿兰·克兰斯顿、亚利桑那州民主党参议员丹尼斯·德孔西尼、俄亥俄州民主党参议员约翰·格伦、亚利桑那州共和党参议员约翰·麦凯恩以及密歇根州民主党参议员唐纳德·W·里格尔。他们被指控代表林肯储蓄和贷款机构主席查尔斯·基廷干涉了联邦住房贷款委员会对林肯机构的监管调查。住房贷款委员会最终未对林肯储蓄和贷款机构采取任何行动。
林肯储蓄和贷款机构于1989年破产，联邦政府因此花费了超过30亿美元。约23000名林肯债券持有人被骗，许多投资者失去了他们的终身积蓄。五位参议员总共从基廷处取得了130万美元的政治捐款，这引起了公众与媒体的广泛关注。经过漫长的调查后，参议院道德委员会于1991年宣布，参议员克兰斯顿、德孔西尼与里格尔严重地不当干涉了住房贷款委员会对林肯储蓄和贷款机构的调查，其中克兰斯顿受到了官方谴责。同时，道德委员会虽认为参议员格伦与麦凯恩没有不当行为，但还是批评了他们的错误判断。
五位参议员最终都任满了他们的参议员任期。此后，只有格伦与麦凯恩再度竞选，并都连任成功。麦凯恩后来还曾两度竞选美国总统，并成为了2008年美国总统選舉的共和党总统候选人。